# Vermontville
Vermontville är en ort (village) i Eaton County i Michigan. Vid 2010 års folkräkning hade Vermontville 759 invånare.

## Kända personer från Vermontville
- Edgar C. Ellis, politiker